# Band of Gypsys 2
Band of Gypsys 2 uživo je album američkog glazbenika Jimija Hendrixa, postumno objavljen u listopadu 1986. godine od izdavačke kuće Capitol Records.

## O albumu
Nakon mini LP-a Johnny B. Goode, po drugi puta se kao producenti za Capitol Records pojavljuju Alan Douglas i Chip Branton. Iako naziv albuma sugerira da se radi o pjesmama istoimenog sastava, na popisu pjesama nalazi se samo njih tri, snimljene na dočeku Nove godine 31. prosinca 1969. i 1. siječnja 1970. na Fillmore Eastu, New York City, New York. Ostale pjesme snimljene su 4. srpnja na Atlanta International Pop festivalu i 30. svibnja u Berkeley Community Theatreu, Berkeley, Kalifornija, 1970. godine. Snimke sadrže originalne Hendrixove solo dionice na gitari koje nisu studijski miksane i obrađivane.
Album Band of Gypsys 2 uklonjen je s Capitolovog kataloga nakon što su pjesme "Foxy Lady" i "Stop" izbačene iz video izdanja (producent Alan Douglas nije imao pristup master snimkama u to vrijeme). Također objavljena su vrlo rijetka izdanja s različitim pjesmama na B-strani albuma.

## Popis pjesama
Sve pjesme napisao je Jimi Hendrix, osmi gdje je to drugačije naznačeno.
| 1. | »Hear My Train A Comin'« |                            | 8:51 |
| 2. | »Foxy Lady«              |                            | 6:41 |
| 3. | »Stop«                   | Jerry Ragovoy, Mort Shuman | 4:38 |

| 1. | »Voodoo Child (Slight Return)« |  | 7:06 |
| 2. | »Stone Free«                   |  | 4:13 |
| 3. | »Ezy Ryder«                    |  | 7:58 |

| 1. | »Ezy Ryder - Berkeley, 30. svibnja 1970.«      |  | 8:16 |
| 2. | »Hey Joe - Atlanta Pop Fest., 4. srpnja 1970.« |  | 4:25 |
| 3. | »Hey Baby - Berkeley, 30. svibnja 1970.«       |  | 6:18 |
| 4. | »Lover Man - Berkeley, 30. svibnja 1970.«      |  | 3:05 |

## Detalji snimanja
- Skladba A1 snimljena je na Fillmore Eastu, New York City, New York, SAD, 31. prosinca 1969.
- Skladbe A2 i A3 snimljene su na Fillmore Eastu, New York City, New York, SAD, 1. siječnja 1970.
- Skladba B1 snimljena je na Atlanta International Pop festivalu, Middle Georgia Raceway, Byron, Georgia, SAD, 4. srpnja 1970.
- Skladbe B2 i B3 snimljene su u Berkeley Community Theatru, Berkeley, Kalifornija, SAD, 5. svibnja 1970.

## Izvođači
- Jimi Hendrix – električna gitara, vokal
- Billy Cox – bas-gitara
- Buddy Miles – bubnjevi u skladbama A1, A2 i A3
- Mitch Mitchell – bubnjevi u skladbama B1, B2 i B3

## Vanjske poveznice
- Discogs - recenzija albuma